# Keep the Faith (nummer)
Keep the Faith is een  nummer van de Amerikaanse Rockband Bon Jovi. Het is het tweede nummer van het gelijknamige vijfde studioalbum Keep the Faith uit 1992. Op 7 oktober dat jaar werd het nummer wereldwijd op single uitgebracht.

## Achtergrond
De single werd in een groot aantal landen een hit. Echter in Bon Jovi's thuisland de Verenigde Staten werd een bescheiden 29e positie behaald in de Billboard Hot 100. In Canada werd de 5e positie behaald. In Noorwegen en Portugal werd zelfs de nummer 1-positie bereikt. In de Eurochart Hot 100 werd de 6e positie bereikt, Australië de 10e, Nieuw-Zeeland de 4e, Duitsland de 8e, Ierland de 5e en in het Verenigd Koninkrijk werd eveneens de 5e positie bereikt in de UK Singles Chart.
In Nederland werd de single op zaterdag 10 oktober 1992 (de eerste nieuwe uitzenddag van Veronica) verkozen tot de allereerste Radio 3 Alarmschijf van de week op het vernieuwde Radio 3 en werd een grote hit in de destijds twee landelijke hitlijsten op de nationale publieke popzender. De single bereikte de 10e positie in de Nederlandse Top 40 en de 9e  positie in de Nationale Top 100.
In België bereikte de plaat de 14e positie in de voorloper van de Vlaamse Ultratop 50 en de 11e positie in de Vlaamse Radio 2 Top 30. In Wallonië werd géén notering behaald.
Sinds de editie van december 2009 stond de plaat regelmatig genoteerd in de jaarlijkse NPO Radio 2 Top 2000 van de Nederlandse publieke radiozender NPO Radio 2, met als voorlopig laatste notering een 1962e positie in 2020.

## Tracklijst
1. Keep the Faith 5:45
2. I Wish Everyday Could Be Like Christmas 4:25
3. Living In Sin (Live At Lakeland, Florida, 1989) 6:12

## Hitnoteringen

### Nederlandse Top 40
| "Keep the Faith" in de Nederlandse Top 40 binnen: 17-10-1992 | "Keep the Faith" in de Nederlandse Top 40 binnen: 17-10-1992 | "Keep the Faith" in de Nederlandse Top 40 binnen: 17-10-1992 | "Keep the Faith" in de Nederlandse Top 40 binnen: 17-10-1992 | "Keep the Faith" in de Nederlandse Top 40 binnen: 17-10-1992 | "Keep the Faith" in de Nederlandse Top 40 binnen: 17-10-1992 | "Keep the Faith" in de Nederlandse Top 40 binnen: 17-10-1992 | "Keep the Faith" in de Nederlandse Top 40 binnen: 17-10-1992 | "Keep the Faith" in de Nederlandse Top 40 binnen: 17-10-1992 | "Keep the Faith" in de Nederlandse Top 40 binnen: 17-10-1992 | "Keep the Faith" in de Nederlandse Top 40 binnen: 17-10-1992 |
| Week                                                         | 1                                                            | 2                                                            | 3                                                            | 4                                                            | 5                                                            | 6                                                            | 7                                                            | 8                                                            | 9                                                            |                                                              |
| ------------------------------------------------------------ | ------------------------------------------------------------ | ------------------------------------------------------------ | ------------------------------------------------------------ | ------------------------------------------------------------ | ------------------------------------------------------------ | ------------------------------------------------------------ | ------------------------------------------------------------ | ------------------------------------------------------------ | ------------------------------------------------------------ | ------------------------------------------------------------ |
| Positie                                                      | 33                                                           | 19                                                           | 13                                                           | 12                                                           | 10                                                           | 11                                                           | 17                                                           | 24                                                           | 33                                                           | uit                                                          |

### Nationale Top 100
| "Keep the Faith" in de Nationale Top 100 binnen: 17-10-1992 | "Keep the Faith" in de Nationale Top 100 binnen: 17-10-1992 | "Keep the Faith" in de Nationale Top 100 binnen: 17-10-1992 | "Keep the Faith" in de Nationale Top 100 binnen: 17-10-1992 | "Keep the Faith" in de Nationale Top 100 binnen: 17-10-1992 | "Keep the Faith" in de Nationale Top 100 binnen: 17-10-1992 | "Keep the Faith" in de Nationale Top 100 binnen: 17-10-1992 | "Keep the Faith" in de Nationale Top 100 binnen: 17-10-1992 | "Keep the Faith" in de Nationale Top 100 binnen: 17-10-1992 | "Keep the Faith" in de Nationale Top 100 binnen: 17-10-1992 | "Keep the Faith" in de Nationale Top 100 binnen: 17-10-1992 | "Keep the Faith" in de Nationale Top 100 binnen: 17-10-1992 | "Keep the Faith" in de Nationale Top 100 binnen: 17-10-1992 | "Keep the Faith" in de Nationale Top 100 binnen: 17-10-1992 | "Keep the Faith" in de Nationale Top 100 binnen: 17-10-1992 |
| Week                                                        | 1                                                           | 2                                                           | 3                                                           | 4                                                           | 5                                                           | 6                                                           | 7                                                           | 8                                                           | 9                                                           | 10                                                          | 11                                                          | 12                                                          | 13                                                          |                                                             |
| ----------------------------------------------------------- | ----------------------------------------------------------- | ----------------------------------------------------------- | ----------------------------------------------------------- | ----------------------------------------------------------- | ----------------------------------------------------------- | ----------------------------------------------------------- | ----------------------------------------------------------- | ----------------------------------------------------------- | ----------------------------------------------------------- | ----------------------------------------------------------- | ----------------------------------------------------------- | ----------------------------------------------------------- | ----------------------------------------------------------- | ----------------------------------------------------------- |
| Positie                                                     | 63                                                          | 36                                                          | 19                                                          | 11                                                          | 9                                                           | 9                                                           | 12                                                          | 17                                                          | 27                                                          | 39                                                          | 45                                                          | 75                                                          | 89                                                          | uit                                                         |

### NPO Radio 2 Top 2000
| Nummer met noteringen in de NPO Radio 2 Top 2000 | '09  | '10  | '11  | '12  | '13  | '14 | '15  | '16-'17 | '18  | '19  | '20  |
| ------------------------------------------------ | ---- | ---- | ---- | ---- | ---- | --- | ---- | ------- | ---- | ---- | ---- |
| Keep the Faith                                   | 1457 | 1644 | 1691 | 1364 | 1656 | -   | 1997 | -       | 1965 | 1960 | 1962 |

1. ↑  Een '-' betekent dat het nummer niet was genoteerd en een vetgedrukt getal geeft de hoogste notering aan.
2. ↑  2009 was het eerste jaar met een notering voor dit nummer.
3. ↑  Deze tabel is bijgewerkt tot en met de laatst bekende editie (2024).